# Hermann Otto II. von Limburg-Styrum

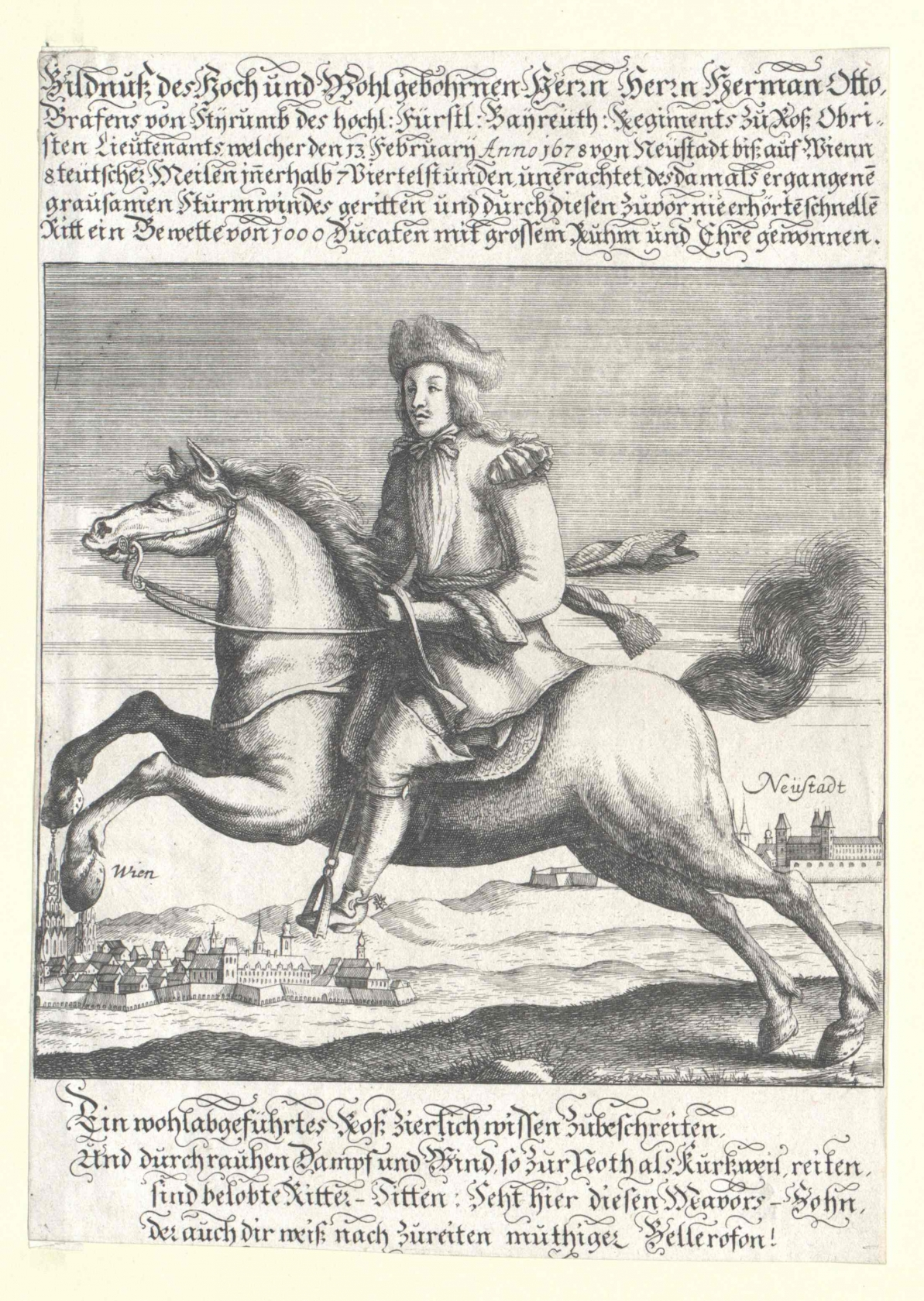
Hermann Otto II. von Limburg-Styrum

Hermann Otto II. von Limburg-Styrum (* 1. April 1646; † 9. Juli 1704 in Donauwörth) war kaiserlicher Generalfeldmarschall und durch Abstammung Graf von Limburg-Styrum.

## Leben
Hermann Otto war Sohn von Graf Adolf Ernst von Limburg-Styrum und Maria Isabella von Vehlen und Meggen und Enkel von Hermann Otto I. von Limburg-Styrum. Er diente zuerst in einem Bayreuther Dragoner-Regiment und erhielt 1678 bei gleichzeitiger Beförderung zum Oberst ein Dragonerregiment der kaiserlichen Armee. Am 18. Oktober 1684 wurde er Generalfeldwachtmeister und zeichnete sich mehrfach in den Türkenkriegen aus. 1688 wurde er Feldmarschallleutnant
1690 unternahm er für Kaiser Leopold eine Gesandtschaftsreise zum Kurfürsten von Brandenburg, dem Fürsten Georg Friedrich von Waldeck, General der Holländischen Armee, und dem Marquis de Gastanaga, Gouverneur der Spanischen Niederlande. Nach der Schlacht zwischen Peterwardein und Semblin unter dem Markgraf von Baden wurde er zum General der Kavallerie ernannt. 1692 war er an der Schlacht bei Slankamen beteiligt, wo ihn der Oberbefehlshaber Markgraf Ludwig von Baden lobend erwähnte. 1696 wurde er schließlich zum Feldmarschall ernannt. In den Jahren 1701 bis 1704 kämpfte er am Rhein und in Süddeutschland gegen die Franzosen (Erste Schlacht bei Höchstädt). Bei der Schlacht am Schellenberg bei Donauwörth (2. Juli 1704) führte er den zweiten Angriff auf feindliche Stellungen und wurde schwer verletzt; an der Verwundung starb er eine Woche später.

## Nachkommen
Hermann Otto II. von Limburg-Styrum war seit 1678 mit Gräfin Charlotte Amalie von Vehlen und Meggen zu Raesfeld (1662–1718) verheiratet. Das Paar hatte folgende Kinder:
- Otto Ernst Leopold (1684–1754), Graf zu Limburg-Styrum und Bronckhorst, Herr zu Gemen und Herr zu Raesfeld

⚭ 3. August 1706 Amalie Anna Elisabeth von Schoenborn (* 7. April 1686; † 25. April 1757). Sein Sohn August von Limburg-Stirum (1721–1797) wurde Fürstbischof von Speyer.
- Isabelle Wilhelmine (* 7. Oktober 1695; † 1778)

⚭ 1729 Graf Johann Kajetan von Kolowrat (* 1696; † 3. September 1729)
⚭ Freiherr Albert Eugen Przichowsky von Przichowitz († 4. August 1737)
- Sophia Charlotte (* 20. Dezember 1689; † 22. April 1714), Nonne in Bergen ?

⚭ 1711 Graf Maximilian von Reinstein-Tattenbach (* 8. April 1687; † 16. März 1762)
- Bernhardine (* 14. August 1700; † November 1764)

⚭ Januar 1752 Pierre Bruno Petit de Goberbez
- Magdalena Sibylle (* 15. Februar 1693; † 15. Juni 1762)
- Amalie Anna Friederike (* 31. Juli 1699; † 10. Februar 1729)